# Włodzimierz Krysicki
Włodzimierz Krysicki (ur. 1 stycznia 1905 w Warszawie; zm. 19 września 2001 w Łodzi) – polski matematyk, profesor Politechniki Łódzkiej.

## Życiorys
W 1923 roku ukończył Gimnazjum i Liceum im. św. Wojciecha. Studia filozoficzne z zakresu matematyki ukończył w 1927 roku na Uniwersytecie Warszawskim. Pracę magisterską z algebry napisał u Samuela Dicksteina. Po studiach, w latach 1928–194 (?) był nauczycielem matematyki, a w czasie okupacji hitlerowskiej brał także udział w tajnym nauczaniu. Po wojnie przeniósł się do Łodzi i związał z Politechniką Łódzką. W 1946 roku rozpoczął pracę w Katedrze Matematyki Wydziału Mechanicznego, następnie Katedrze Matematyki Wydziału Chemicznego. W 1950 roku uzyskał stopień doktora na Politechnice Warszawskiej na podstawie rozprawy z rachunku prawdopodobieństwa „Twierdzenie graniczne o wyrazach wyższego rzędu w zagadnieniu Bayesa”. Promotorem pracy był Witold Pogorzelski, recenzentami Hugo Steinhaus i Stefan Straszewicz. W latach 1949–1952 był prezesem, a w latach 1953-1956 wiceprezesem Oddziału Łódzkiego Polskiego Towarzystwa Matematycznego. W 1955 roku został docentem, 1962 roku profesorem nadzwyczajnym, a w 1973 roku zwyczajnym. Był prodziekanem Wydziału Włókienniczego w latach 1960-1969. W 1973 roku uzyskał tytuł profesora.  Był koordynatorem zajęć z matematyki na Politechnice TV w latach 1968-72.  Wykładał także w Wyższej Szkole Gospodarstwa Wiejskiego w Łodzi oraz na Uniwersytecie Łódzkim. W latach 1960–1969 pełnił funkcję dziekana Wydziału Włókienniczego Politechniki Łódzkiej.
Obszarem jego zainteresowań naukowych była probabilistyka i statystyka matematyczna. Dorobek naukowy profesora W. Krysickiego obejmuje 27 artykułów naukowych opublikowanych w latach 1930-1992. Opublikował 13 pozycji książkowych. Wraz z Lechem Włodarskim był współautorem popularnego podręcznika do analizy matematycznej – „Analiza matematyczna w zadaniach”. Ponadto napisał również „Tajemnice liczb”, „Jak liczono dawniej a jak liczymy dziś” oraz „Iksy i igreki”.
Za pracę naukową i dydaktyczną, w 1985 roku, został uhonorowany nagrodą im. Witolda Pogorzelskiego Polskiego Towarzystwa Matematycznego. Otrzymał Honorowy Tytuł Zasłużonego Nauczyciela PRL przyznany w 1983 roku. W 1995 roku nadano mu tytuł doctor honoris causa Politechniki Łódzkiej.